# 黄复 (1890年)
黄复（1890年—1963年），字娄生，号病蝶，男，江苏吴江人。晚清附生。中国诗人，书法家。中央文史研究馆馆员。

## 生平
1890年生于吴江县黎里。江苏存古学堂及江苏法政专门学校毕业。历任国史馆总校、清史館协修、北京市文献研讨会秘书长等职。在京担任过私塾先生。曾参加稊园诗社、蛰园诗社。抗战胜利后，在北平电信局秘书室主编月刊。1951年7月被聘任为中央文史研究馆馆员。1963年9月3日病故，终年73岁。

## 著作
著有《明史考证补》四卷、《清史考异》六卷、《戊申大丧述闻》二卷、《须曼那室杂著》五卷、《须曼那室长短句》四卷等。

## 轶事
黄复与柳亚子为总角之交，曾多次帮助其抄写文稿。1915年9月由柳亚子介绍加入革命文化团体南社，入社号498。